# بوم‌خداشناسی

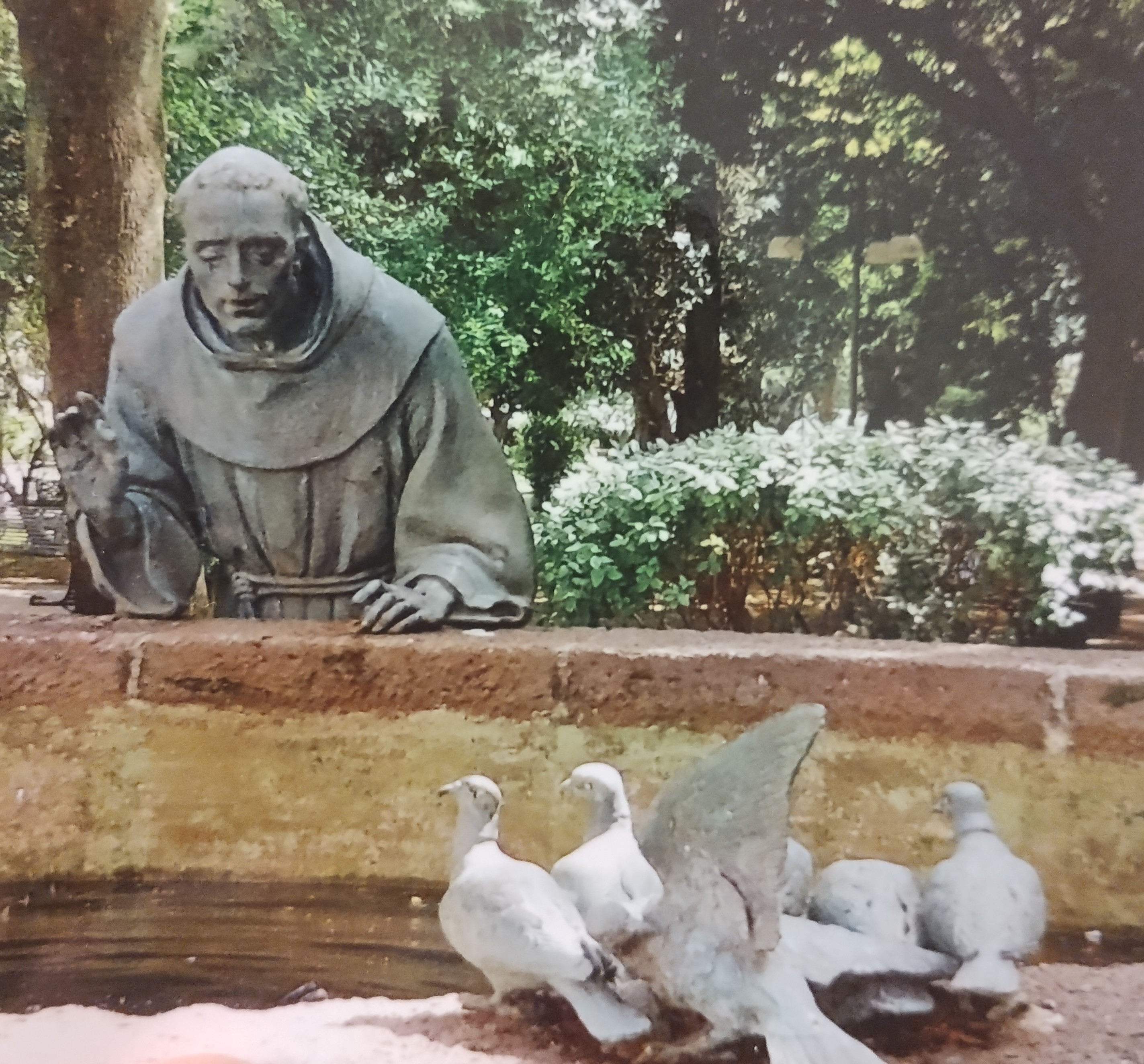
تصویری از مجسمه یک راهب مسیحی

بوم‌خداشناسی (به انگلیسی: Ecotheology)، شکلی از الهیات سازنده است که بر روابط متقابل دین و طبیعت به ویژه در پرتو نگرانی‌های زیست‌محیطی تمرکز دارد. بوم‌خداشناسی عموماً از این پیش‌فرض آغاز می‌کند که بین جهان‌بینی مذهبی/روحانی انسان و تخریب یا بازسازی و حفظ طبیعت رابطه وجود دارد. برهم‌کنش بین ارزش‌های بوم‌شناختی، مانند پایداری، و تسلط انسان بر طبیعت را بررسی می‌کند. این جنبش پروژه‌های مذهبی-محیطی متعددی را در سراسر جهان تولید کرده‌است.